# Чохрон
Чохрон — дворянский род.
Чохроны, в Познанском Воеводстве оседлые. Станислав Чохрон в 1694 году владел имением Пунино в Косцежском Повяте.

## Описание герба
В щите, увенчанном дворянской короной, в серебряном поле красное стропило между тремя кабаньими головами, обращенными вправо. Над короной на чёрной с серебром перекладине конь белый влево. В опорах две белые борзые собаки на сворах. Под щитом девиз: Virtute et labore.